# Francis Willoughby
Francis Willoughby (ur. ok. 1613, zm. 1666) – angielski baron, admirał i gubernator Barbadosu. 

## Życiorys
Francis Willoughby w latach 1642–1660 uczestniczył w rewolucji angielskiej po stronie Olivera Cromwella. W roku 1650 w maju został gubernatorem Barbadosu i objął kolonię założoną wcześniej przez Sir Wiliama Courteena. W 1651 roku Willoughby uznał władzę króla Karola II po czym zbiegł z rojalistami przed flotą Cromwella do Gujany i założył tam brytyjską kolonię. Po zmianach w Anglii ponownie otrzymał tytuł gubernatora Barbadosu i razem z Cromwellem nadano mu ziemie w Surinamie.
W 1664 roku obronił Barbados przed atakami floty holenderskiej dowodzonej przez admirała Michaela de Ruytena. W 1665 roku w II wojnie angielsko-holenderskiej próbował zdobyć francuską Martynikę.
Francis Willoughby zginął w 1666 roku w bitwie z Francuzami o St. Kitts. 